# Instituto de Gestão do Património Arquitectónico e Arqueológico

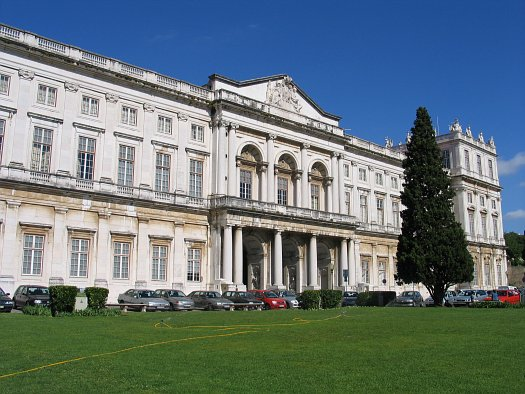
Zetel van IGESPAR in het Palácio Nacional da Ajuda, waar ook de IPPAR diens zetel had.

Het Instituto de Gestão do Património Arquitectónico e Arqueológico (IGESPAR, Nederlands: Instituut voor het beheer van architectonisch en archeologisch erfgoed), voorheen Instituto Português do Património Arquitectónico (IPPAR), is de nationale organisatie die zorg draagt voor het cultureel erfgoed in Portugal. Ze is belast met de conservatie, behoud en inventarisatie van het Portugese erfgoed. Dit omvat gebouwen en sites van historische, architectonische, wetenschappelijke en artistieke waarde. Het instituut beheert het register van alle geclassificeerde sites en geeft juridisch bindende adviezen ten aanzien van alle werkzaamheden aan de monumenten.

## Geschiedenis
De organisatie werd opgericht na de initiatieven van PRACE (dit was een centraal administratief herstructurering-programma) en ingevoerd door de regering (resolutie nr. 124, dd 4 augustus 2005), per decreet 96/2007 van 29 maart 2007. IGESPAR kwam tot stand door de fusie van de Instituto Português do Património Arquitectónico (IPPAR) en de Instituto Português de Arqueologia (IPA), waarbij verschillende functies van de Direcção Geral dos Edifícios e Monumentos Nacionais (DGMEN) geïntegreerd werden, die actief waren in het behoud en het herstel van de architectonische schatten van het land.
Ministerieel Besluit no.376 (20 maart 2007) vestigde de interne structuur en statuten van de organisatie, terwijl het Ministerie van Cultuur organische wetgeving regionale directies implementeerde (behalve op de Azoren en Madeira, waar cultuurbehoudprogramma's werden ingesteld onder hun respectievelijke regionale secretariaten).
Archiefmateriaal dat tot dan toe werd beheerd door DGMEN werd overgebracht naar het Instituto de Habitação e Reabilitação Urbana (Instituut voor Volkshuisvesting en Stedelijke Revalidatie) van het Ministerie van Milieu, onder het departement van Ordenamento do Território e do Desenvolvimento Regional (Ruimtelijke Ordening en Regionale Ontwikkeling), onder auspiciën van de SIPA (Sistema de Informação para o Patrimonio, Erfgoed Informatie Systeem) op 30 mei 2007. 

## Structuur
IGESPAR is een overheidsagentschap opgericht onder auspiciën van het Ministerie van Cultuur, met verantwoordelijkheden voor het architectonisch en archeologisch erfgoed. De interne structuur is vastgelegd in ministerieel besluit no.376, daterend van 20 maart 2007, waarna de organisatie is verdeeld in vijf afzonderlijke diensten:
- Salvaguarda (Departement voor Behoud) is verantwoordelijk voor de coördinatie en initiëren van studies over de kandidaten voor de lijst van nationaal erfgoed, het bevorderen van plannen voor het veiligstellen van gebouwen, het beperken van ongeldige bouwprojecten die inbreuk maken op het nationale patrimonium, en het monitoren en implementeren van projecten om het nationale erfgoed te behouden.
- Inventário, Estudos e Divulgação (Departement van Inventaris, studies en verspreiding) is verantwoordelijk voor de fysieke analyse van de condities, de staat en studie van de nationale monumenten of architectuur van nationaal belang, en het verzorgen van technische bijstand voor erfgoed dat is opgenomen in de lijst.
- Projectos e Obras (Departement van Projecten en Werken) volgt het conservatieproces van bestaande gebouwen en structuren op locatie, geeft oplossingen voor bestaande aftakeling en het bevorderen van preventieve oplossingen voor bestaande sites.
- Jurídico (Juridisch Departement) biedt juridische beslissingen en ondersteunt de rechterlijke tussenkomst van IGESPAR ten behoeve van bestaande of lopende onderzoeken.
- Gestão (Management Departement) is verantwoordelijk voor het beheer van de lopende structuur van de organisatie en ondersteunen van activiteiten.

Tegelijkertijd is het ook verantwoordelijk voor het beheer van de activiteiten van een aantal van de belangrijkste architectonische sites, waaronder het Convent van Christus in Tomar, het Klooster van Batalha in Batalha, het Klooster van Alcobaça, het Mosteiro dos Jerónimos en de Torre de Belém in Santa Maria de Belém, het Nationaal Pantheon in de kerk van Santa Engrácia, het klooster van Santa Cruz in Coimbra en het Archeologisch Park van de Côa Valley.